# 单脉鳞毛蕨
单脉鳞毛蕨（学名：Dryopteris polylepis）为鳞毛蕨科鳞毛蕨属下的一个种。其种加词“polylepis”意为“多鳞的”。